# Oxiòpids

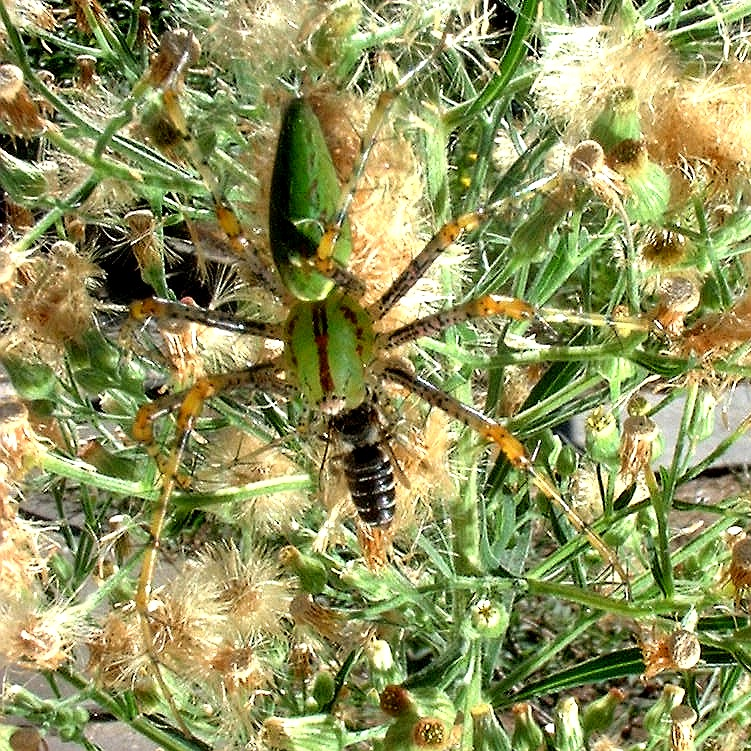
Oxiòpid verd caçant una abella

Els oxiòpids (Oxyopidae) són una família d'aranyes araneomorfes. Viuen entre la vegetació, sobre plantes, flors i arbustos. Són àgils corredors i saltadors, i tenen una bona vista, amb què detecten la presa. Sis dels seus vuit ulls estan disposats formant un hexàgon, una característica pròpia de la família. També tenen potes molt espinoses.
Alguns membres del gènere Oxyopes són prou abundants per tenir un paper important dins els ecosistemes agrícoles com a agents de control biològic. Això és especialment cert en Oxyopes salticus, una espècie amb unes ratlles molt visibles.

## Sistemàtica
Segons el World Spider Catalog amb data del desembre de 2018, aquesta família té reconeguts 9 gèneres i 457 espècies. El creixement dels darrers anys és considerable quant al nombre d'espècies, ja que el 20 de novembre de 2006 hi havia reconeguts 9 gèneres i 419 espècies. Els 9 gèneres actuals no són els mateixos que fa uns anys, ja que Megullia ha sigut considerat una sinonímia de Hamataliwa per Deeleman-Reinhold el 2009 i els mateixos autors han incorporat un altre gènere, Hamadruas.
De les 457 espècies, 305 pertanyen al gènere Oxyopes, 83 a Hamataliwa i 43 a Peucetia. Els 9 gèneres són els següents:
- Hamadruas  Deeleman-Reinhold, 2009 (Àsia meridional)
- Hamataliwa  Keyserling, 1887 (Amèrica, Xina, Àfrica, Austràlia)
- Hostus  Simon, 1898 (Madagascar)
- Oxyopes  Latreille, 1804 (Àfrica, Amèrica, Austràlia, Mediterrani fins a Àsia)
- Peucetia  Thorell, 1869 (arreu del món)
- Pseudohostus  Rainbow, 1915 (Austràlia)
- Schaenicoscelis  Simon, 1898 (Sud-amèrica)
- Tapinillus  Simon, 1898 (Sud-amèrica)
- Tapponia  Simon, 1885 (Sud d'Àsia)

La seva distribució és molt extensa i es poden trobar per tot el món excepte a la zona sahariana i en una petita franja molt septentrional del planeta.

### Superfamília Lycosoidea
Els oxiòpids havien format part dels licosoïdeus (Lycosoidea), una superfamília formada per dotze famílies, entre les quals cal destacar, pel nombre d'espècies, els licòsids (2.304), els ctènids (458) i els pisàurids (328). Els oxiòpids, amb 419 espècies, serien el tercer grup més nombrós.
Les aranyes tradicionalment s'havien classificat en famílies, que van ser agrupades en superfamílies. Quan es van aplicar anàlisis més rigoroses, com la cladística, es va fer evident que la major part de les principals agrupacions utilitzades durant el segle XX no eren compatibles amb les noves dades. Actualment, les llistes d'aranyes, com ara el World Spider Catalog, ja ignoren la classificació de superfamílies.